# Acetabulastoma kozloffi
Acetabulastoma kozloffi är en kräftdjursart som beskrevs av C. W. Hart 1971. Acetabulastoma kozloffi ingår i släktet Acetabulastoma och familjen Paradoxostomatidae. Inga underarter finns listade i Catalogue of Life.